# Edel AG
Edel AG est un label discographique indépendant allemand, anciennement basé à Hambourg, actif entre 1986 et mars 2019.

## Histoire
Edel Music a été fondé en 1986 par Michael Haentjes en Allemagne en tant que société de ventes par courrier, spécialisée dans la musique. Grâce à des artistes et groupes tels Scooter, Sash!, Holly Johnson et autres encore, la société devient un label à succès dans la branche pop. Edel était auparavant listé dans la bourse de Francfort en 1998. Au fil des années, Edel rachète des labels musicaux comme Eagle Rock Records, Face Down Records (non pas Facedown Records), Gang Go Music, Club Tools, Control Records et le label belge PIAS.
Le bâtiment principal d'Edel se situe à Hambourg, mais le réseau Edel étend la présence du label à travers toute l'Europe aux compagnies et labels affiliés au reste du monde. Edel est toujours présent en Italie, en Autriche, en Suisse, au Danemark, au Royaume-Uni, en Suède, en Finlande et en France. 
Dans les années 2010, Edel distribue des albums studios de Brian Harvey, 2be3, JoJo, Lisa Stansfield, Toni Braxton, Sabrina Salerno, Deep Purple, Gregorian, Thomas Anders, Chris Rea, Jerry Lee Lewis, Status Quo, Ali Campbell (UB40), Europe, Nazareth, Jon Lord, Glenn Hughes, Turbonegro et devient l'une des sociétés les plus importants et imposantes de l'industrie musicale.
Les revenus de la société atteignent 123 millions d'euros en 2009. Ils atteignent 137 millions durant 2010-2011.